# Carliers (métro de Lille)
Cet article possède un paronyme, voir Carlier.
La station Carliers est une station de la ligne 2 du métro de Lille, située à Tourcoing. Inaugurée le 18 août 1999, la station permet de desservir le quartier Gambetta.

## Situation
La station se situe sous le boulevard Gambetta à Tourcoing, à la hauteur de l'intersection entre ce boulevard et la rue des Carliers. Elle dessert le quartier Gambetta.
Elle est située sur la ligne 2 entre les stations Mercure et Gare de Tourcoing, toutes les deux à Tourcoing.

## Histoire
La station de métro est inaugurée le 18 août 1999. Elle doit son nom à la rue des Carliers qui traverse le boulevard Gambetta.

## Services aux voyageurs

### Accueil et accès

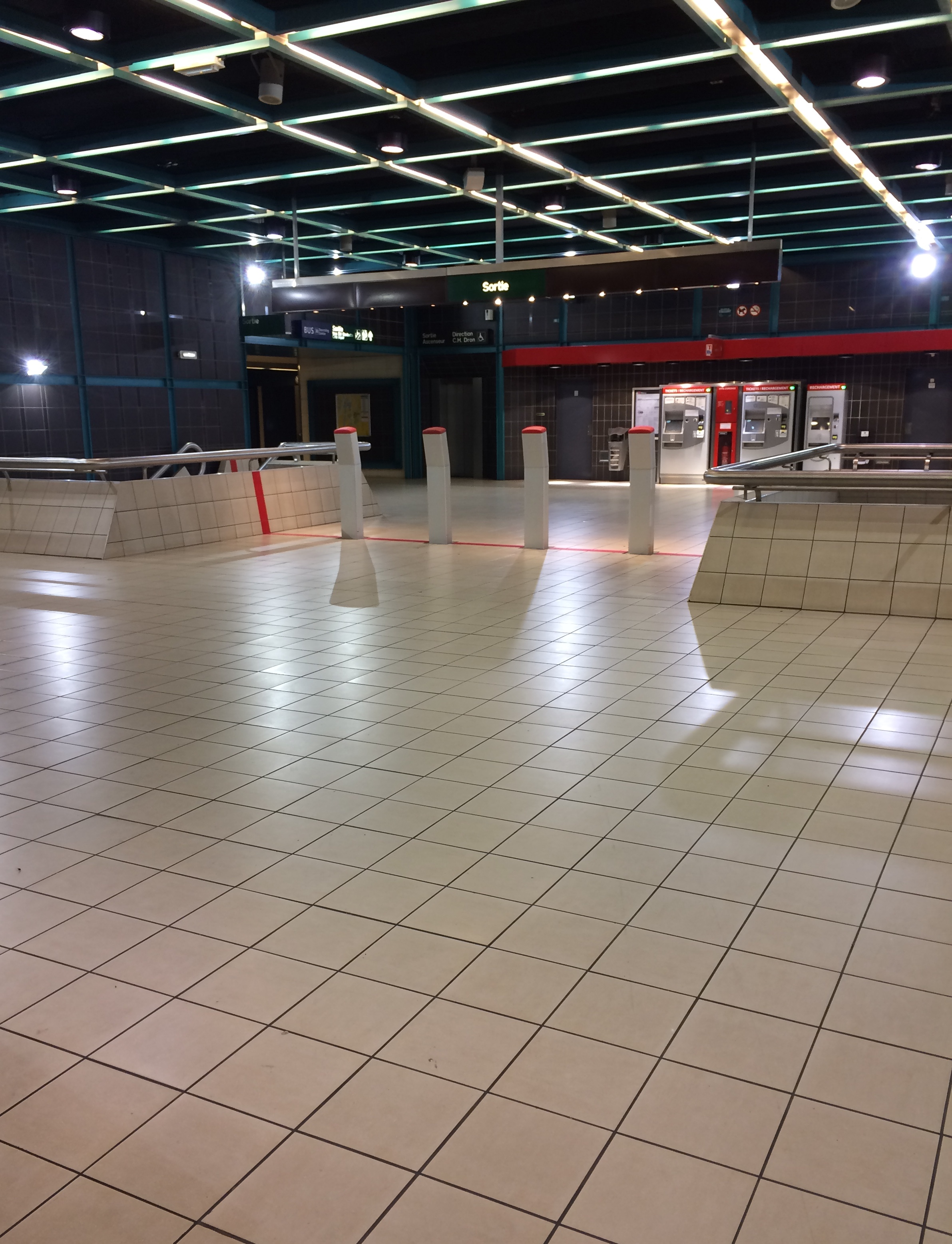
Métro Carliers vue de l'intérieur

La station bénéficie de deux accès et d'un ascenseur en surface, elle est bâtie sur deux niveaux.
- niveau - 1 : salle des billets
- niveau - 2 : voies centrales et quais opposés

### Intermodalité
La station est desservie par la ligne 30 du réseau Ilévia.

## À proximité
- Lycée général Léon Gambetta